# Reflets (Boulanger)
Pour les articles homonymes, voir Reflets.
Reflets est une mélodie pour voix et piano ou orchestre de Lili Boulanger composée en 1911 sur un poème de Maurice Maeterlinck.

## Composition
Reflets est achevé en 1911 (cette date de composition figure à la fin de l'édition de la partition revue par Nadia Boulanger) sur un poème de Maurice Maeterlinck extrait du recueil Serres chaudes (Bruxelles, Paul Lacomblez, 1890).
L'incipit de l'œuvre est : « Sous l'eau du songe qui s'élève ».
La mélodie est dédiée à M. et Mme Paul Gentien (le représentant des éditions Ricordi à Paris).

## Création
L'œuvre est créée le 6 décembre 1913, salle Pleyel, par David Devriès (ténor) et la compositrice au piano.
Elle est reprise le 15 novembre 1917 à Paris (Le Parthénon, Festival de musique féminine), par Jan Reder (nl), puis le 9 mars 1918 à la Société nationale de musique, salle de la Société des concerts, par Claire Croiza (mezzo-soprano).
La version avec orchestre est créée le 17 janvier 1923, salle du Conservatoire, lors d'une « Audition des envois de Rome des œuvres de Lili Boulanger », par Claire Croiza et l'orchestre de l'Opéra, sous la direction d'Henri Busser.

## Édition
La partition est publiée par Ricordi (Paris, 1919, cotage R. 563, daté à la fin : « Paris, 1911 »). Le contrat d'édition a été signé par Lili Boulanger le 30 novembre 1916 (avec le cycle Clairières dans le ciel). Le copyright a été attribué le 29 janvier 1919, la date de première publication étant le 24 décembre 1918.
La mélodie est aussi publiée par Schirmer (New York) en 1979 (cotage ED. 3217-48181c) au sein du recueil Quatre Chants pour voix et piano, avec une traduction anglaise de Jane May (Reflections).
L'œuvre est ensuite publiée par Durand en 2000 (Paris, cotage D.&F. 15284) au sein du recueil Quatre Mélodies.

## Instrumentation
L'instrumentation de la version orchestrale requiert :
| Instrumentation de Reflets                                                    |
| Bois                                                                          |
| 2 flûtes, 2 hautbois, cor anglais, 2 clarinettes, clarinette basse, 2 bassons |
| Cuivres                                                                       |
| 4 cors                                                                        |
| Claviers / cordes pincées                                                     |
| célesta, harpe                                                                |
| Cordes                                                                        |
| premiers violons, seconds violons, altos, violoncelles, contrebasses          |

## Commentaires
Reflets est d'une durée moyenne d'exécution de trois minutes environ.
Concernant l'œuvre, le musicologue Christian Goubault relève : « en fa dièse mineur, les arpèges fauréens qui soutiennent la voix dans Reflets (1911) évoquent « l'eau qui s'élève ». Tout change à la dernière strophe où « le mouvement large de plongée de la voix, suivie de sa douce remontée vers l'astre, est souligné de jolies sonorités des notes aiguës du piano (Jacques Chailley) ».

## Discographie
- Lili Boulanger : les mélodies, Sonia de Beaufort (mezzo-soprano) et Alain Jacquon (piano), Timpani 1C1042, 1998.
- Lili & Nadia Boulanger : mélodies, Cyrille Dubois (ténor) et Tristan Raës (piano), Aparté, 2020[4].
- Les heures claires : The Complete Songs Nadia & Lili Boulanger, Lucile Richardot (mezzo-soprano) et Anne de Fornel (piano), Harmonia Mundi HMM 90235658, 2023[5].